# Eva Björne
Eva Björne, född 19 december 1934 i Alnö församling i Västernorrlands län, är en svensk politiker (moderat), som var riksdagsledamot 1988–1991 och 1994–1998 för Västernorrlands läns valkrets.
I riksdagen var hon ledamot i miljö- och jordbruksutskottet 1994–1998 och suppleant i lagutskottet och utrikesutskottet.